# 49e division d'infanterie (Royaume-Uni)
Pour les articles homonymes, voir 49e division.
La  49e division d'infanterie (en anglais 49th (West Riding) Infantry Division)  est une division de la armée de terre britannique qui participe aux Première et Seconde Guerres mondiales, dans les deux guerres sur le front de l'Ouest. La 49e division est une des quatorze divisions de l'armée territoriale issue de la réforme de l'armée britannique entreprise en 1908 par le secrétaire d'État à la Guerre, Richard Burdon Haldane.

## Première Guerre mondiale

### Historique

#### 1914 - 1915
Au cours de l'été 1914, les différentes unités de la division sont réunies pour leurs manœuvres annuelles. Le 5 août, l'ordre de mobilisation arrive, la division se regroupe dans la région du South Yorkshire et du Lincolnshire à la mi août 1914.
Le 31 mars 1915, la division apprend son transfert en France. Le 12 avril, l'entrainement commence, les unités arrivent en France aux alentours du 19 avril. La 49e division prend ses quartiers dans la zone d'Estaires, de Merville et de Neuf Berquin. La division reste en France et dans les Flandres, elle prend part au cours de l'année :
- 9 mai, la bataille de la crête d'Aubers
- 19 décembre, elle subit la première attaque allemande au phosgène

#### 1916
- Bataille de la Somme

Bataille d'Albert
Bataille de la crête de Bazentin
Bataille de Pozières
Bataille de Flers-Courcelette

### Composition
146e (West Riding) Brigade :
- 1/5e Bataillon, The Prince of Wales's Own (West Yorkshire Regiment)
- 1/6e Bataillon, The Prince of Wales's Own (West Yorkshire Regiment)
- 1/7e (Leeds Rifles) Bataillon, The Prince of Wales's Own (West Yorkshire Regiment)
- 1/8e (Leeds Rifles) Bataillon, The Prince of Wales's Own (West Yorkshire Regiment) (jusqu'en janvier 1918)

147e (2e West Riding) Brigade :
- 1/4e Bataillon, The Duke of Wellington's (West Riding Regiment)
- 1/5e Bataillon, The Duke of Wellington's (West Riding Regiment) (jusqu'en janvier 1918)
- 1/6e Bataillon, The Duke of Wellington's (West Riding Regiment)
- 1/7e Bataillon, The Duke of Wellington's (West Riding Regiment)

148e (3rd West Riding) Brigade :
- 1/4e Bataillon, The King's Own Yorkshire Light Infantry
- 1/5e Bataillon, The King's Own Yorkshire Light Infantry (jusqu'en février 1918)
- 1/4e (Hallamshire) Bataillon, The York and Lancaster Regiment
- 1/5e Bataillon, The York and Lancaster Regiment

Pioneers 19e (Service) Bataillon (3rd Salford), Lancashire Fusiliers (à partir d'août 1916)

## Seconde Guerre mondiale

### Historique
Pendant la Seconde Guerre mondiale, la première action militaire de la 49e division débute du 15 au 17 avril 1940 par le débarquement de deux de ses brigades en Norvège. Cette action vise à reprendre les ports de Trondheim et Narvik aux Allemands sans succès. La division est retirée de Norvège en mai 1940.
Les 146e et 147e brigades d'infanterie sont stationnées en Islande. À la suite de cette garnison, un nouvel insigne de division représentant un ours polaire debout sur une banquise, est adopté. En 1942, la division est transférée vers le Royaume-Uni.
Après le 6 juin 1944, elle est débarquée en Normandie au sein du 30e corps. Pendant la bataille de Normandie, le speaker allemand d'une émission en langue anglaise de propagande nazie, Lord Haw-Haw, surnomme les Britanniques des « ours blanc bouchers » en référence à l'insigne de la 49e division. Pendant le reste de la guerre, la division est successivement rattachée au 1er corps, au 2e corps d'armée canadien et au 1er corps d'armée canadien. La 49e division participe ensuite à la libération d'Arnhem et aux combats acharnés qui l'ont précédée.

### Composition
146e Brigade d'infanterie (1939 - 1945) :
- 4e Bataillon, The Lincolnshire Regiment
- 1/4e Bataillon, Kings Own Yorkshire Light Infantry
- The Hallamshire Bataillon The York and Lancaster Regiment

147e Brigade d'infanterie (1939 - 1945) :
- 1/5e Bataillon, The West Yorkshire Regiment
- 1/6e Bataillon, The Duke of Wellington's Regiment (dissous et fusionné avec le 1/7e Bataillon le 17 août 1944, du fait des lourdes pertes durant l'opération Martlet)
- 1/7e Bataillon The Duke of Wellington's Regiment
- 11e Bataillon The Royal Scots Fusiliers
- 1er Bataillon The Leicestershire Regiment (remplace le 1/6e Bataillon The Duke of Wellington's Regiment)

148e Brigade d'infanterie (1939 - avril 1940) :
- 1/5e Bataillon, The Leicestershire Regiment
- 1/5e Bataillon The Sherwood Foresters
- 8e Bataillon Sherwood Foresters
- 2e Bataillon The South Wales Borderers

70e Brigade d'infanterie (mai 1942 - octobre 1944), dissous en Europe du Nord Ouest :
- 10e Bataillon, Durham Light Infantry
- 11e Bataillon, Durham Light Infantry
- 12e Bataillon, Durham Light Infantry
- 1er Bataillon, Tyneside Scottish

56e Brigade d'infanterie (août 1944 - 1945) :
- 2e Bataillon, The Essex Regiment
- 2e Bataillon, The Gloucestershire Regiment
- 2e Bataillon, The South Wales Borderers
- 2e Bataillon, Royal Welch Fusiliers